# Petra Schneider (Schwimmerin)
Petra Martina Schneider (* 11. Januar 1963 in Karl-Marx-Stadt) ist eine ehemalige deutsche Schwimmerin, die für die DDR startete.

## Leben
Mit 15 Jahren gewann sie bei den Weltmeisterschaften 1978 in West-Berlin hinter Ulrike Tauber und Tracy Caulkins die Bronzemedaille über 400 m Lagen. Im Jahr darauf besiegte sie erstmals über 400 m Lagen die bis dahin beste Europäerin Ulrike Tauber. Bei den Olympischen Spielen 1980 in Moskau wurde sie über ihre Paradestrecke Olympiasiegerin. Diesen Erfolg konnte sie in den folgenden beiden Jahren mit Siegen bei den Europameisterschaften 1981 und den Weltmeisterschaften 1982 in Guayaquil, bei denen sie über 400 Meter Lagen Weltrekordzeit schwamm (4:36,10 min), bestätigen. 1984 trat sie vom aktiven Sport zurück. Im Jahr 1989 wurde sie in die Ruhmeshalle des internationalen Schwimmsports aufgenommen. 1980 wurde sie in der DDR mit dem Vaterländischen Verdienstorden in Silber ausgezeichnet.
Schneider heiratete 1988 den Gewichtheber Ingobert Kind. 2024 wurde ihr das Bundesverdienstkreuz am Bande verliehen.

## Doping
Nach der Wende und friedlichen Revolution in der DDR bekannte sie, seit sie 14 Jahre alt war, von ihrem Trainer Eberhard Mothes regelmäßig das Doping-Präparat Oral-Turinabol erhalten zu haben. 2005 forderte sie in der ARD-Sendung Kontraste die Streichung ihres bis dahin bestehenden deutschen Rekords über 400 m Lagen. Schneider wurde ihre Auszeichnung als „Welt-Schwimmerin des Jahres“ durch das US-Magazin „Swimming World“ aberkannt.

## Rekorde
| Deutsche Rekorde         | Deutsche Rekorde | Deutsche Rekorde | Deutsche Rekorde |
| ------------------------ | ---------------- | ---------------- | ---------------- |
| 400 m Lagen              | 04:36,10 min     | 1. August 1982   | Guayaquil        |
|                          |                  |                  |                  |
| (Stand: 24. August 2024) |                  |                  |                  |